# Fórmula de Radbruch
La fórmula de Radbruch es una tesis formulada por primera vez en 1946 por el filósofo jurídico alemán Gustavo Radbruch (1878-1949). Según esta tesis, en un conflicto entre el derecho positivo (promulgado) y la justicia, un juez debe decidir en contra de la ley y a favor de la justicia material sólo si la ley en cuestión:
- se considera «intolerablemente injusta», o
- «niega conscientemente» la igualdad fundamental de todos los seres humanos inherente al concepto de derecho desde la perspectiva del intérprete.[2]

Dado que la fórmula de Radbruch ha sido aplicada en múltiples ocasiones por los más altos tribunales de la Alemania de posguerra, el ensayo de Radbruch titulado Arbitrariedad legal y derecho supralegal, en el que se presentó por primera vez esta tesis, es considerado por algunos autores como la obra jurídico-filosófica más influyente del siglo XX. La cuestión de si el concepto iuspositivista del Derecho, que se centra únicamente en la correcta promulgación y eficacia social de una norma, debe modificarse según la fórmula de Radbruch, sigue siendo una controversia fundamental en el debate jurídico-filosófico contemporáneo en Alemania.
La fórmula de Radbruch tiene varios antecedentes históricos, como la máxima de San Agustín: «Una ley injusta, no es ley» (lex iniusta non est lex).

## Componentes
Esta fórmula se compone de dos posturas, en la primera parte se dice que las leyes positivas pierden su validez jurídica cuando se alcanza una contradicción con la justicia en una medida insoportable, a esta primera postura se le denomina "Formula de la intolerancia"; Existe una segunda postura en la que se niega la naturaleza jurídica de las leyes aplicables o positivas si en su construcción se busca negar la igualdad que según su autor representa el núcleo de la justicia, a esta postura se le denomina "la fórmula de la negación".